# Dominique Lebrun
Dominique Julien Claude Marie Lebrun (Rouen, 10 gennaio 1957) è un arcivescovo cattolico francese, dal 10 luglio 2015 arcivescovo metropolita di Rouen.

## Biografia
Dominique Lebrun è l'ultimo degli otto figli di Auguste Lebrun, magistrato, e di Geneviève Facque. La madre di Lebrun, dopo essere rimasta vedova e aver educato e cresciuto i figli, ha abbracciato la vita monastica col nome di suor Geneviève Marie. Sebbene sia nato a Rouen, ha trascorso la sua infanzia a Villemomble.
Lebrun è stato per tredici anni arbitro della Federazione calcistica della Francia.

### Formazione e ministero sacerdotale
Dopo aver conseguito una laurea in giurisprudenza presso l'Università Panthéon-Assas, nel 1978 è entrato nel Seminario pontificio francese di Roma e nell'Istituto cattolico di Parigi. Nel 1990 si è laureato con una tesi in teologia, scritta con l'aiuto del domenicano Pierre-Marie Gy.
Il 9 giugno 1984 è stato ordinato presbitero per la diocesi di Saint-Denis; dal 1985 al 1994 è stato vicario parrocchiale a Neuilly-sur-Marne, e dal 1994 al 1998 parroco della parrocchia di San Germano a Pantin.
Dal 1998 al 2001 è stato direttore spirituale del Pontificio Seminario Francese di Roma, per poi ritornare a Saint-Denis. Presso la sua diocesi è stato direttore spirituale, dedito alla formazione dei giovani seminaristi e parroco della chiesa di santa Genoveffa a Saint-Denis. Nel 2003 è stato nominato parroco della basilica di Saint-Denis e di altre parrocchie della zona pastorale di Saint-Denis, nonché membro del consiglio pastorale diocesano.
Dal 1994 al 1997 ha diretto la redazione della rivista scientifica, pastorale e liturgica dell'Ordine dei frati predicatori, La Maison-Dieu, per la quale ha contribuito di tanto in tanto fino al 2002.

### Ministero episcopale

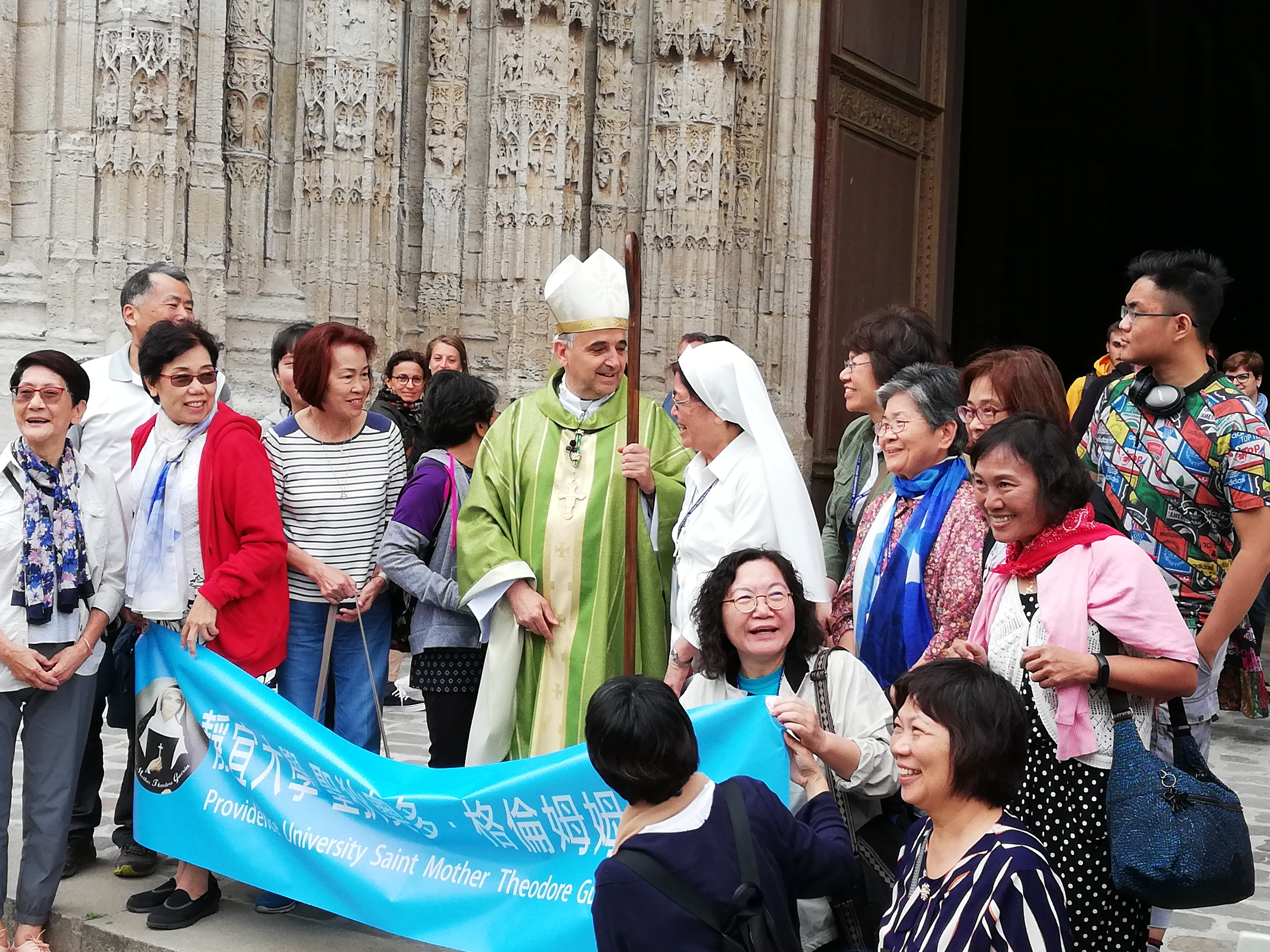
Monsignor Lebrun con delle fedeli taiwanesi nel 2018.

Il 28 giugno 2006 è stato nominato vescovo di Saint-Étienne; ha ricevuto la consacrazione episcopale il 9 settembre dal cardinale Philippe Barbarin, co-consacranti i vescovi Olivier Jean-Marie Michel de Berranger e Pierre Joatton.
Nel 2010 è stato il primo vescovo francese a partecipare alla Marcia per la vita di Parigi, manifestazione contro l'aborto.
Il 10 luglio 2015 è stato nominato da papa Francesco arcivescovo di Rouen; ha preso possesso dell'arcidiocesi l'11 ottobre seguente.
Il 3 aprile 2016 ha benedetto le nuove campane della cattedrale di Rouen, fuse dalla fonderia Paccard.
Il 29 giugno 2016 papa Francesco gli ha imposto il pallio nella basilica di San Pietro in Vaticano, durante la celebrazione della solennità dei santi Pietro e Paolo, ed ha anche concelebrato la messa. L'8 settembre dello stesso anno, durante una cerimonia nella cattedrale di Rouen, il nunzio apostolico in Francia Luigi Ventura, gli ha imposto il pallio.

### L'uccisione di Jacques Hamel
Il 26 luglio 2016, mentre si trovava in Polonia in occasione della giornata mondiale della gioventù, uno dei presbiteri della sua diocesi, Jacques Hamel, è stato brutalmente ucciso nell'attentato alla chiesa di Saint-Étienne-du-Rouvray.
In Polonia ha ricordato che "La Chiesa cattolica può rispondere con altri armi, come la preghiera e la fratellanza tra gli uomini". Ha inoltre aggiunto: "Lascio qui centinaia di giovani che sono il futuro dell'umanità, e pertanto chiedo loro di non cedere alla violenza, ma di diventare apostoli della civiltà dell'amore". In seguito all'attentato terroristico è stato ricevuto nel Palazzo dell'Eliseo dal presidente François Hollande.

## Genealogia episcopale e successione apostolica
La genealogia episcopale è:
- Cardinale Scipione Rebiba
- Cardinale Giulio Antonio Santori
- Cardinale Girolamo Bernerio, O.P.
- Arcivescovo Galeazzo Sanvitale
- Cardinale Ludovico Ludovisi
- Cardinale Luigi Caetani
- Cardinale Ulderico Carpegna
- Cardinale Paluzzo Paluzzi Altieri degli Albertoni
- Papa Benedetto XIII
- Papa Benedetto XIV
- Papa Clemente XIII
- Cardinale Giovanni Carlo Boschi
- Cardinale Bartolomeo Pacca
- Papa Gregorio XVI
- Cardinale Castruccio Castracane degli Antelminelli
- Cardinale Paul Cullen
- Arcivescovo Joseph Dixon
- Arcivescovo Daniel McGettigan
- Cardinale Michael Logue
- Cardinale Patrick Joseph O'Donnell
- Vescovo John Gerald Neville, C.S.Sp.
- Vescovo Auguste Julien Pierre Fortineau, C.S.Sp.
- Arcivescovo Xavier Ferdinand J. Thoyer, S.I.
- Arcivescovo Gilbert Ramanantoanina, S.I.
- Cardinale Victor Razafimahatratra, S.I.
- Arcivescovo Philibert Randriambololona, S.I.
- Cardinale Philippe Barbarin
- Arcivescovo Dominique Lebrun

La successione apostolica è:
- Vescovo Olivier de Cagny (2023)
- Vescovo Grégoire Cador (2023)